# Dahouara
Dahouara est une commune de la wilaya de Guelma en Algérie.